# Leopone
Il leopone è il risultato dell'incrocio tra un leopardo maschio e una femmina di leone.
La testa è simile a quella del leone, mentre il resto del corpo ricorda quello di un leopardo. I leoponi hanno le dimensioni e la forza vicine a quelle dei leoni, possono raggiungere nei maschi una lunghezza di 260 centimetri (compresa la coda), un'altezza di 120 centimetri ed un peso di  150 chilogrammi, mentre le femmine non superano i 230 centimetri di lunghezza, i 110 centimetri di altezza e i 105 chilogrammi di peso. Possiedono la capacità di arrampicarsi come i leopardi ed inoltre, analogamente a questi ultimi, amano l'acqua.
 
Tutti gli esemplari di leopone finora nati si sono dimostrati sterili. Il primo esemplare di questo animale, che non esiste in natura, è nato nel 1910 a Kolhapur, in India. Altri esemplari sono nati successivamente negli zoo del Giappone, dell'Italia e della Germania.